# Camille Ledran
Georges Camille Victor Ledran (ur. 19 czerwca 1889 w Clichy, zm. 14 lutego 1970 w Auxerre)– francuski sztangista i zapaśnik walczący w stylu wolnym. Olimpijczyk z Antwerpii 1920, gdzie zajął piąte miejsce w podnoszeniu ciężarów w wadze średniej i dziewiąte miejsce w zapasach w wadze półciężkiej.

## Letnie Igrzyska Olimpijskie 1920

### Zapasy
| Konkurencja      | Rundy eliminacyjne    | Klas. końcowa |
| Konkurencja      | 1/8                   | Miejsce       |
| ---------------- | --------------------- | ------------- |
| 82 kg styl wolny | Walter Maurer (USA) P | 9.            |

### Podnoszenie ciężarów
| Konkurencja   | Techniki         | Techniki          | Techniki        | Klas. końcowa |
| Konkurencja   | Rwanie jednorącz | Podrzut jednorącz | Podrzut oburącz | Miejsce       |
| ------------- | ---------------- | ----------------- | --------------- | ------------- |
| waga do 75 kg | 55 kg            | 65 kg             | 100 kg          | 5.            |